# Yordan Bikov
 (février 2014).
Si vous disposez d'ouvrages ou d'articles de référence ou si vous connaissez des sites web de qualité traitant du thème abordé ici, merci de compléter l'article en donnant les références utiles à sa vérifiabilité et en les liant à la section « Notes et références ».
Yordan Bikov (né le 17 octobre 1950) est un haltérophile bulgare. Aux Jeux olympiques d'été de 1972, il remporte la médaille d'or.

## Palmarès

### Jeux olympiques
- Jeux olympiques de 1972 à Munich,  Allemagne
  -  Médaille d'or